# 明石国造
明石国造（あかしのくにのみやつこ・あかしこくぞう）は、現在の兵庫県東播磨・神明・三木市にあった明石国を支配した国造。

## 概要

### 祖先
- 『先代旧事本紀』「国造本紀」によれば、応神朝に、倭直と同祖・八代足尼の子の都弥自足尼を国造に定めたとされる。

### 氏族
海氏（あまうじ、姓は直）で、神護景雲三年六月に大和赤石連姓を賜った。後の赤松氏流明石氏は村上源氏を仮冒したもので、実際には国造後裔と見る説がある。
一族には倭国造、久比岐国造、青海氏などがいる。

## 本拠
播磨国明石郡明石郷。
明石国造の北に針間鴨国造、天川を挟んで西には針間国造が置かれた。

## 氏神
明石郡式内社で唯一の名神大社である海神社。国造家の祖神である海神を祀る。